# قهوة مختصة
القهوة المختصّة قامت إيرنا كنوتسن باستخدام هذا الاسم (سبيشلتي كوفي) عام 1974 في إحدى إصدارات صحيفة «تجارة الشاي والقهوة». حيث قامت كنوتسن باستخدام هذا المصطلح لوصف أفضل حبيبات القهوة من حيث النكهة، والتي يتم إنتاجها في مناخات خاصة. 

## معايير المسمى
ويجب عدم الخلط ما بين القهوة المختصّة والقهوة الفريدة والقهوة المخصوصة. فالأخيرتين مجرد مسميات تسويقية بدون معايير محددة. ووفقا لجمعية القهوة المختصّة الأمريكية، يتم تصنيف القهوة التي تحرز 80 نقطة أو أكثر من أصل مقياس أقصاه 100 نقطة على أنها قهوة مختصّة. وتتم زراعة القهوة المختصّة في مناخات خاصة ومثالية، ويكمن تميزها في مذاقها الغني مع انعدام العيوب أوالقليل جدا منها إن وجدت. أما عن المذاقات والنكهات الفريدة فترجع إلى الخصائص المميزة لتكوين التربة التي يتم إنتاج هذا النوع من القهوة بها. يعد قطاع القهوة المختصّة أسرع القطاعات نموا في مجال صناعة القهوة. ففي الولايات المتحدة، ارتفعت حصة القهوة المختصّة في السوق من 1% لتصل إلى 20% خلال ال 25 عاما الماضية. ولتشجيع وتنظيم هذه الصناعة ذاتيا، قام المزارعون والمصدرون ومسئولي التحميص وتجار التجزئة وموردي المعدات بإنشاء الجمعيات التجارية. وتتواجد هذه الجمعيات في الدول المستهلكة والمنتجة للقهوة.

## القهوة المختصة في التجارة
ومن بين الدول التي تشتهر بإنتاج القهوة المختصّة: كولومبيا، إثيوبيا، كينيا وبنما. ويتزايد الطلب على القهوة المختصّة في العديد من البلدان، مع كون الولايات المتحدة أكثر الأسواق نموا، تليها أوروبا، ثم آسيا – وهي المنطقة التي يعد استهلاك هذا النوع من القهوة فيها مبكرا جدا إلا أن نسبة استهلاك القهوة المختصّة بها زادت بشكل مطرد، حيث أصبح العملاء الأسيويون يعرفون كيفية تمييز جودة القهوة التي يتناولونه.